# エコ足立 (小惑星)
エコ足立（えこあだち、12391 Ecoadachi）は小惑星帯の小惑星である。北海道北見市の円舘金と札幌市の渡辺和郎が発見した。
小惑星名は長年に渡り環境フェアの活動を行ってきた東京都足立区に由来し、2008年6月の区民環境フェアで渡辺の知人が講演したのが切っ掛けで名付けられた。